# Sitan, Sichuan
Sitan (kinesiska: 澌滩乡, 澌滩) är en socken i Kina. Den ligger i provinsen Sichuan, i den sydvästra delen av landet, omkring 320 kilometer öster om provinshuvudstaden Chengdu. Antalet invånare är 11 023. Befolkningen består av 5 479 kvinnor och 5 544 män. Barn under 15 år utgör 22,0 %, vuxna 15-64 år 67 %, och äldre över 65 år 9,0 %.
Genomsnittlig årsnederbörd är 1 649 millimeter. Den regnigaste månaden är juli, med i genomsnitt 310 mm nederbörd, och den torraste är december, med 10 mm nederbörd.